# Wilhelm Gilbert
Wilhelm Gilbert (* 24. Dezember 1868 in Hofzumberg, Gouvernement Kurland, Russisches Kaiserreich; † 16. oder 17. November 1919 bei Siuxt), lettisch Vilhelms Gilberts, war ein lettischer Pastor. Er gilt als evangelisch-lutherischer Märtyrer und ist auf dem Rigaer Märtyrerstein verzeichnet.
Die Datumsangaben in diesem Artikel richten sich, wenn nicht anders angegeben, für den Zeitraum bis 1918 nach dem julianischen Kalender.

## Leben

### Jugend und Ausbildung
Wilhelm Gilberts Vater war der lettische Landwirt Johann Gilbert. Dieser und seine Frau waren sehr religiös. Wilhelm Gilbert war hochbegabt und lernte im Alter von fünf Jahren von seinem Vater das Lesen. Die Bibel und das Gesangbuch waren die einzige Literatur in dem Bauernhof. Der Junge las nun ständig in beidem. Der Vater Arnold von Rutkowskis, Propst von Rutkowski, ein Deutsch-Balte, nahm ihn zur weiteren Ausbildung in sein Pastorat auf. Wilhelm Gilbert profitierte sehr davon. 
Von 1882 bis 1887 besuchte er die Realschule in Mitau. Sein Reifezeugnis erhielt er am 17. Dezember 1887. 1893 machte er in Sankt Petersburg sein Abitur. 
Von 1893 bis 1898 konnte er sich seinen Wunsch erfüllen und studierte Theologie an der Kaiserlichen Universität Dorpat. Bereits 1894 begann er mit der Lösung einer wissenschaftlichen Preisaufgabe, die von der Fakultät gestellt worden war und ihm eine Goldmedaille einbrachte. Während seines Studiums kämpfte er darum, im Lichte der wissenschaftlichen Forschung seinen Glauben zu behalten, was ihm durch die stabile Grundlage, die ihm seine Mutter vermittelt hatte, gelang. Im November 1898 bestand er sein Examen vor dem kurländischen Konsistorium in Mitau.
Wilhelm Gilbert war durch und durch Wissenschaftler; dennoch wählte er keine wissenschaftliche Laufbahn, da es für ihn nicht vertretbar war, sich für eine weitergehende wissenschaftliche Ausbildung weiter zu verschulden. So entschied er sich für die Praxis und wurde am 7. November 1899 zum Pastor-Adjunkt bei Pastor Weide in Grobin ordiniert, daneben arbeitete er als Hauslehrer. 
Am 17. Maijul. / 30. Mai 1901greg. heiratete er Lilly Ernestine Felix. Nach einem entsprechenden Beschluss des Kirchenrates im April 1901 war er ab dem 19. Mai Waisenvater der Sankt Petersburger Petrigemeinde und Religionslehrer an deren Schule. Dies bedeutete eine deutliche Einkommensverbesserung. Es hatte zwei Gegenkandidaten gegeben. Im Oktober 1904 trat er von seiner Stellung als Waisenvater zurück, da er beabsichtigte, nach Mitau zu ziehen.
Nach einer langen Wanderzeit wurde er im Jahre 1904 Vikar in Setzen, wo er von Januar bis November 1905 Pastor Feldmann vertrat und die erste Revolution erlebte. Er vertrat in dieser Zeit den christlichen Glauben und die Rechtssicherheit, womit er sich die Sozialisten zu Gegnern machte. Am Pfingstsonntag kam es während eines seiner Gottesdienste, wie auch an anderen Orten, zu revolutionären Tumulten: 
Während des Eingangsliedes, als sich Gilbert noch in der Sakristei befand, betraten mehrere unbekannte Sozialisten die Kirche. Sie forderten, dass man sie ein Manifest verkünden lasse. Die Gemeinde geriet in Panik. Einer der Eindringlinge bestieg die Kanzel, wurde aber vom Sohn des Küsters Schurewsky von dort vertrieben, bevor er eine Rede halten konnte. Als Gilbert in die Kirche kam, feuerte einer der Eindringlinge unmittelbar mehrmals auf ihn. Der Geistliche wurde wie durch ein Wunder nicht verletzt. Der kirchliche Gebietsvorsteher Anzelan und andere Gottesdienstteilnehmer konnten die Revolutionäre hinaustreiben und eine Aktivistin ergreifen. Die übrigen Störer flohen durch ein Roggenfeld. Keiner von ihnen gehörte der örtlichen Gemeinde an. Einer der Gemeindemitglieder, welche die Revolutionäre verfolgten, erlitt eine schwere Schussverletzung am Fuß. Zu weiteren Verletzungen bei den Gottesdienstbesuchern kam es nicht. Die ergriffene Aktivistin wurde zunächst der Setzener Gemeindepolizei, dann der Friedrichstädter Kreispolizei übergeben. Der Gottesdienst wurde fortgesetzt, nachdem Wilhelm Gilbert für Ruhe gesorgt hatte. Obwohl er nachdrücklich davor gewarnt wurde, führte er noch am selben Nachmittag eine Beerdigung durch.
Wenig später war Gilbert Pastor-Vikar in Würzau. Am 27. November 1905 kam es zu einem nächtlichen Überfall von Revolutionären auf das Pastorat. Schüsse durchbohrten das Gebäude, verletzt wurde aber weder der Pastor-Vikar noch seine Familie. Ab 1906 war Gilbert Pastor-Vikar in Siuxt und Irmlau.

### Pastor in Siuxt und Irmlau
Ab 1907 war Wilhelm Gilbert dann ordentlicher Pastor für Siuxt und Irmlau. Zuvor waren seit 1772 vier Generationen der deutsch-baltischen Familie (von) Wilpert nacheinander Pastoren von Siuxt gewesen. Sein Vorgänger Hermann von Wilpert (Vater von Friedrich von Wilpert)  war nach der Revolution von 1905 nach Deutschland gegangen. Die Gemeinde stand Gilbert zunächst misstrauisch gegenüber, da er nicht von der Gemeinde, sondern vom Konsistorium gewählt worden war. Sein Ernst und seine Aufrichtigkeit gewannen ihm aber das Vertrauen eines Großteils der Gemeinde. Dass er klar für sein Verständnis von Recht und Wahrheit eintrat, brachte ihm aber auch zahlreiche Gegner ein. Hinzu kam, dass er zwar lettischer Abkunft war, sich aber stark mit der deutschen Kultur verbunden fühlte, in die ihn seine Ausbildung geführt hatte. Den damals verbreiteten lettischen Nationalismus lehnte er ab, was ihm zahlreiche Gegner lettischer Ethnie einbrachte. Er ließ weder Sympathie noch Antipathie ihm gegenüber seine Amtsführung beeinflussen, die er sorgfältig betrieb, insbesondere die Vorbereitung seiner Predigten und die Ausbildung seiner Konfirmanden. Er wünschte sich von seiner Gemeinde ein praktisches Christentum. Seine Freizeit widmete er wissenschaftlichen Tätigkeiten; er bearbeitete jede neuere theologische Abhandlung. Hilfreich für ihn war dabei seine große Sprachkenntnis. Noch immer beschäftigte ihn der Konflikt zwischen Glaube und Wissenschaft; obwohl er ein Skeptiker war, stützte er seinen Glauben auf die Bibel, in die er sich jeden Tag mit seiner Familie vertiefte. 
Neben seiner geistlichen Tätigkeit war Wilhelm Gilbert, ebenso wie der 1905 ermordete Pastor Karl Schilling, der 1906 ermordete Propst Ludwig Zimmermann, die 1919 von Bolschewiki hingerichteten Geistlichen Hans Bielenstein, Alexander Bernewitz, Xaver Marnitz, Arnold von Rutkowski, Paul Fromhold-Treu, Christoph Strautmann, Karl Schlau, Eberhard Savary und Eugen Scheuermann und wie die Pastoren Gustav Cleemann und Erwin Gross, die an den Folgen ihrer Gefangenschaft bei den Bolschewiki starben, ordentliches Mitglied der Lettisch-Literärischen Gesellschaft, die sich der Erforschung der lettischen Sprache, Folklore und Kultur widmete. Diese Gesellschaft wurde überwiegend von deutsch-baltischen Pastoren und Intellektuellen getragen. Für die Letten selbst war eine höhere Bildung zur Zeit der kaiserlich-russischen Vorherrschaft noch kaum zugänglich; ihre Kultur führte ein Schattendasein; Gilbert bildete hiermit eine Ausnahme. Am 8. Dezember 1911 wurde er in Mitau zum kurländischen Direktor dieser Gesellschaft gewählt, als Nachfolger von Christoph Strautmann. Am 11. Dezember 1913 wurde er wiedergewählt, nachdem er über die Veröffentlichung von nur 29 in Kurland veröffentlichten lettischen Büchern berichten konnte.

### Kriegszeit und gewaltsamer Tod
Während der deutschen Besetzung Kurlands im Ersten Weltkrieg, im September 1917, wurde Wilhelm Gilbert in die Kurländische Landesversammlung gewählt. Gegen Ende der Besatzungszeit stellte er beunruhigt fest, dass die Bolschewiki in seiner Gemeinde zunehmend Anklang fanden. Er ging entschieden dagegen vor, wodurch er sich eine starke Gegnerschaft einbrachte. 
Im Lettischen Unabhängigkeitskrieg näherten sich die Bolschewiki, weshalb Gilbert seine Familie an Weihnachten 1918 nach Pommern brachte, von wo er als Freiwilliger der Baltischen Landeswehr im April 1919 mit anderen Balten, geleitet von deutschen Offizieren, so schnell wie möglich per Bahn zurückkehrte, um sich in seiner Heimat nützlich zu machen. Die kostenlose, aber beschwerliche und umständliche Reise ins Baltikum dauerte drei Tage und zwei Nächte. Gilbert diente nun als Feldprediger.
Am 7. April gelangte er wieder zu seiner Gemeinde, für die er noch einige Monate arbeiten konnte. Die Verhältnisse in Kurland waren turbulent. Die Landeswehr besiegte die Bolschewiki; nach einer kurzen Pause kam es aber erneut zu Kampfhandlungen. Die stark gewordene lettische Armee kämpfte nun gegen die Westrussische Befreiungsarmee des Abenteurers Pawel Michailowitsch Bermondt-Awaloff. Es kämpfte jeder gegen jeden und die Sitten verrohten. Der Pastor trat entschieden gegen Lügen, Betrug, Raub und Mord auf. Ihm war klar, dass die Feindschaft, die er sich damit eingebracht hatte, ihn das Leben kosten konnte. Er meinte dazu:

„Was tut es? Das Reich muß uns doch bleiben — und denen, die Gott lieben, müssen alle Dinge zum Besten dienen.“

Am 15. November wurde er von einem besorgten Gemeindemitglied gewarnt: „Fahren Sie fort, Sie haben viele Feinde“, was er mit einem entschiedenen

„Ich bleibe.“

beantwortete. 
Am 16. November richtete er in Siuxt den Gottesdienst aus, wonach er ein Gemeindemitglied beerdigte. Es sollte eine zweite Beerdigung folgen, als sich ein kleiner Trupp lettischer Reiter näherte, um eine Einheit der Westrussischen Befreiungsarmee anzugreifen. Gilbert und die Gäste der Beerdigung flüchteten sich in die Kirche. In einer Kampfpause wurde die zweite Beerdigung durchgeführt. Danach wollte der Pastor zu einer Hochzeit fahren, als er festgenommen wurde. Er wurde von lettischen Soldaten verhört und beschuldigt, sein Land verraten zu haben. An seiner Soldatenmütze, die er schon vor Monaten abgelegt hatte, soll sich ein Totenkopf befunden haben. Tatsächlich handelte es sich um ein kleines Kreuz, dass ihn als Feldprediger auszeichnete. Der Pastor wies alle Beschuldigungen klar von sich, da er Pastor und kein Landesverräter sei. Er wollte einem ordentlichen Gericht vorgeführt werden, was ihm zugestanden wurde. Dafür sollte er nach Riga gebracht werden.
Wilhelm Gilbert wurde etwa 13 km von Siuxt entfernt erschossen, dasselbe Schicksal erlitt Alexander Bernewitz, der ebenfalls Mitglied der Kurländischen Landesversammlung während der deutschen Besetzung gewesen war.
Als seine sterblichen Überreste gefunden wurden, wiesen sie einen Einschuss am Rücken auf. Seine Wertsachen hatte man vollständig entwendet. 
Im Jahre 1920 wurde der Fall Gilbert gerichtlich untersucht. Als Mörder wurde der Soldat D. ermittelt, der zu diesem Zeitpunkt bereits verstorben war. Im selben Jahr erklärte die Kurländische Synode Wilhelm Gilbert zum Märtyrer der Kirche.